# British America

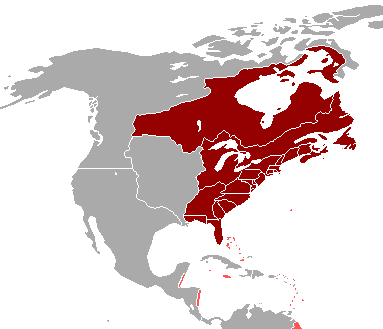
Die Kolonien von British America zwischen 1763 und 1776 sind rot und die Inselkolonien von British West Indies sind rosa dargestellt.

British America bezeichnet die englischen (1607 bis 1707) bzw. britischen (1707 bis 1783) Territorien in Nordamerika (inklusive der Bermudas), Zentralamerika, der Karibik und Guyana von 1607 bis 1783. Formal wurden die britischen Kolonien in Nordamerika bis 1776, als sich die Dreizehn Kolonien unabhängig erklärten, als British America and the British West Indies bezeichnet. Danach wurde der Begriff Britisch-Nordamerika verwendet, um die restlichen britischen Kolonien in Nordamerika zu beschreiben.
Nach dem Frieden von Paris, der die britische Beteiligung am Siebenjährigen Krieg beendete, wurde die britische Kolonie auf Kosten von Spanien und Frankreich wesentlich vergrößert. Zu Beginn des Amerikanischen Unabhängigkeitskrieges im Jahre 1775 umfasste das British Empire zwanzig Kolonien nördlich und östlich des Vizekönigreichs Neuspanien (heute Mexiko und West-USA). Ost- und Westflorida wurden im Frieden von Paris (1783), der die Amerikanische Revolution beendete, an Spanien abgetreten. Die verbleibenden kontinentalen Kolonien bildeten 1867 das Dominion of Canada. 1949 wurde das Dominion Neufundland mit Kanada vereinigt.

## Geschichte

Britische Karte von Nordamerika, 1710

Zwischen 1606 und 1670 wurden in Nordamerika eine Reihe von Kolonien von englischen Privatpersonen und Unternehmen gegründet, deren Anleger von den Spekulationen profitierten. Sie erhielten von Jakob I., Karl I., dem Parlament und Karl II. jeweils ein Royal Charter. Als erste permanente Siedlung gründete die Virginia Company of London Jamestown, Virginia.

## Nordamerikanische Kolonien 1775

### Die Dreizehn Kolonien
Die Dreizehn Kolonien gründeten zusammen die Vereinigten Staaten von Amerika:
Neuenglandkolonien
- Province of Massachusetts Bay
- New Hampshire Colony
- Colony of Rhode Island and Providence Plantations
- Colony of Connecticut

Mittlere Kolonien
- Province of New York
- Province of New Jersey
- Province of Pennsylvania
- Delaware Colony

Südliche Kolonien
- Province of Maryland
- Colony of Virginia
- Province of North Carolina
- Province of South Carolina
- Province of Georgia

### Die anderen britischen Kolonien
Mehrere britische Kolonien und Territorien wurden an Spanien (West- und Ostflorida) und die Vereinigten Staaten abgetreten. Die restlichen Kolonien bilden das heutige Kanada.
Gebiete, die heute zu den Vereinigten Staaten gehören:
- Province of East Florida
- Province of West Florida
- Indianerterritorium
- Province of Québec (südwestlich der Großen Seen)

Britische Kolonien und Territorien, die heute Teil von Kanada sind:
- Province of Québec (nordöstlich der Großen Seen)
- Nova Scotia
- Prince Edward Island
- Newfoundland Colony
- Ruperts Land

## Kolonien in der Karibik und Südamerika im Jahr 1783
Inseln unter dem Winde
- St. Kitts (de facto Hauptstadt)
- Antigua
- Barbuda
- Britische Jungferninseln
- Montserrat
- Nevis
- Anguilla

Jamaika und dazugehörige Gebiete
- Jamaika
- Belize beziehungsweise British Honduras
- Miskitoküste
- Islas de la Bahía
- Cayman Islands

Andere Besitzungen auf den British West Indies
- Colony of the Bahamas
- Colony of Bermuda
- Island of Barbados
- Island of Grenada
- St. Vincent (1776 von Grenada getrennt)
- Island of Tobago (1768 von Grenada getrennt)
- Island of Dominica (1770 von Grenada getrennt)